# Лисенко Анастасія Сергіївна
Анастасі́я Сергі́ївна Лисенко (нар. 12 лютого 1995) — українська важкоатлетка, майстер спорту України.

## Досягнення
18 квітня 2015 року здобула на чемпіонаті Європи з важкої атлетики у суперважкій ваговій категорії серед жінок (понад 105 кг) три срібні нагороди: у ривку, поштовху та сумі багатоборства.
8 квітня 2017 року — у суперважкій категорії понад 90 кілограмів виборола три срібні нагороди на чемпіонаті Європи з важкої атлетики в хорватському Спліті, піднявши над головою 125 кг у ривку, а потім додавши до них 152 кг у поштовху та у підсумковому заліку

## Результати
| Рік                            | Місце                    | Вага             | Ривок            | Ривок            | Ривок            | Ривок            | Поштовх          | Поштовх          | Поштовх          | Поштовх          | Загалом          | Місце            |
| Рік                            | Місце                    | Вага             | 1                | 2                | 3                | Місце            | 1                | 2                | 3                | Місце            | Загалом          | Місце            |
| Олімпійські ігри               | Олімпійські ігри         | Олімпійські ігри | Олімпійські ігри | Олімпійські ігри | Олімпійські ігри | Олімпійські ігри | Олімпійські ігри | Олімпійські ігри | Олімпійські ігри | Олімпійські ігри | Олімпійські ігри | Олімпійські ігри |
| ------------------------------ | ------------------------ | ---------------- | ---------------- | ---------------- | ---------------- | ---------------- | ---------------- | ---------------- | ---------------- | ---------------- | ---------------- | ---------------- |
| 2016                           | Ріо-де-Жанейро, Бразилія | понад 75 кг      | 117              | 117              | 117              | 8                | 146              | 146              | 156              | 9                | 263              | 10               |
| Чемпіонат світу                |                          |                  |                  |                  |                  |                  |                  |                  |                  |                  |                  |                  |
| 2019                           | Паттая, Таїланд          | понад 87 кг      | 122              | 126              | 129              | 6                | 148              | 153              | 157              | 6                | 286              | 5                |
| 2018                           | Ашгабат, Туркменістан    | понад 87 кг      | 115              | 119              | 119              | 8                | 140              | 145              | 148              | 8                | 267              | 6                |
| 2015                           | Х'юстон, США             | понад 75 кг      | 108              | 113              | 117              | 11               | 138              | 143              | 147              | 15               | 260              | 14               |
| 2014                           | Алмати, Казахстан        | понад 75 кг      | 111              | 111              | 111              | 9                | 130              | 136              | 142              | 9                | 253              | 8                |
| Чемпіонат Європи               |                          |                  |                  |                  |                  |                  |                  |                  |                  |                  |                  |                  |
| 2021                           | Москва, Росія            | понад 87 кг      | 106              | 109              | 116              | 2                | 131              | 136              | —                | 2                | 252              | 2                |
| 2019                           | Батумі, Грузія           | понад 87 кг      | 116              | 120              | 124              | 2                | 145              | 148              | 151              | 2                | 268              | 2                |
| 2017                           | Спліт, Хорватія          | понад 90 кг      | 115              | 120              | 125              | 2                | 136              | 144              | 152              | 2                | 277              | 2                |
| 2015                           | Тбілісі, Грузія          | понад 75 кг      | 116              | 121              | 126              | 2                | 142              | 154              | —                | 2                | 280              | 2                |
| Чемпіонат світу серед юніорів  |                          |                  |                  |                  |                  |                  |                  |                  |                  |                  |                  |                  |
| 2015                           | Вроцлав, Польща          | понад 75 кг      | 116              | 121              | 126              | 2                | —                | —                | —                | —                | —                | —                |
| Чемпіонат Європи серед юніорів |                          |                  |                  |                  |                  |                  |                  |                  |                  |                  |                  |                  |
| 2014                           | Лімасол, Кіпр            | понад 75 кг      | 105              | 112              | 120              | 1                | 130              | 140              | 145              | 1                | 265              | 1                |

## Нагороди
Указом Президента України № 336/2016 від 19 серпня 2016 року нагороджена ювілейною медаллю «25 років незалежності України».